# Исетское сельское поселение
Исетское се́льское поселе́ние — муниципальное образование в Исетском районе Тюменской области Российской Федерации.
Административный центр — село Исетское.

## История
Статус и границы сельского поселения установлены Законом Тюменской области от 5 ноября 2004 года № 263 «Об установлении границ муниципальных образований Тюменской области и наделении их статусом муниципального района, городского округа и сельского поселения».

## Население
| 2010  | 2011  | 2012  | 2013  | 2014  | 2015  | 2016  |
| ----- | ----- | ----- | ----- | ----- | ----- | ----- |
| 7489  | ↘7480 | ↘7447 | ↘7400 | ↘7374 | ↗7449 | ↗7499 |
| 2017  | 2018  | 2019  | 2020  | 2021  |       |       |
| ↗7515 | ↘7435 | ↗7491 | ↗7525 | ↗8291 |       |       |

## Состав сельского поселения
| № | Населённый пункт | Тип населённого пункта       | Население |
| - | ---------------- | ---------------------------- | --------- |
| 1 | Исетское         | село, административный центр | ↗8290     |
| 2 | Марино           | посёлок                      | ↘1        |